# Scuola di polizia (serie animata)
Scuola di polizia (Police Academy) è una serie televisiva animata prodotta da Warner Bros. Television e Ruby-Spears Productions nel 1988, composta da 65 episodi sviluppati in due stagioni. Il disegno animato è tratto dalla serie cinematografica dei film: Scuola di polizia.
In Italia la serie è stata trasmessa per la prima volta dal 1991 prima su Canale 5 e poi su Italia 1, diventando popolare. Ha avuto numerose repliche anche su altre emittenti.

## Trama
La serie animata si colloca cronologicamente fra il quarto film ed il quinto film della serie cinematografica. Venti personaggi furono ricreati ex novo, fra cui una squadra di delegati accademici guidati da Mahoney, un team di cani poliziotti, il professore e un fulvo cadetto che spesso intralcia involontariamente le azioni del capitano Harris.

### Prima stagione
Nella trama della prima stagione di 26 episodi, nonostante la minaccia dei criminali in città, il capitano Harris cerca sempre inutilmente di essere il migliore degli agenti.

### Seconda stagione
Nella trama della seconda stagione di 39 episodi, i criminali sono sempre in agguato nonostante le solite idiozie degli agenti per ogni missione.

## Personaggi principali
- Carey Mahoney - Il più in gamba tra i cadetti, sempre pronto a dare una mano ai compagni; è in pattuglia con Jones.
- Larvell Jones - In pattuglia con Mahoney, abile nelle arti marziali ed eccezionale ventriloquo. La sua principale abilità è quella di ricreare con la bocca vari suoni e rumori (sirene, sparatorie, elicotteri, ecc.); molto spesso questa sua capacità si rivelerà utilissima per i compagni.
- Zed - Sicuramente il più strampalato del gruppo, Zed finisce sempre per combinare dei pasticci; è abilissimo nel cadere nei tranelli del nemico di turno e spesso trascina con sé il collega Sweetchuck. Nel secondo film della serie appare come un delinquente, ma avendo deciso di stare dalla parte giusta della legge, si unisce ai membri della squadra delle forze dell'ordine.
- Carl Sweetchuck - Occhialuto e bassino, è il più fifone del gruppo. Cerca sempre di fare del suo meglio, ma finisce sempre nei guai. È il compagno di pattuglia di Zed.
- Moses Hightower - Alto e forzuto, quasi da sembrare un armadio umano, è il cadetto che nelle scazzottate sa rendersi sempre utile. Spesso usa la sua forza sovraumana per piegare sbarre e per risollevare i mezzi della polizia che restano impantanati, nonché per immobilizzare ed ammanettare i delinquenti. È il compagno di pattuglia di Hooks.
- Laverne Hooks - Piccola di statura e con un timbro di voce che sembra quello di una timida bambina, è l'addetta al centralino della polizia. Se la fanno arrabbiare lancia delle urla molto forti e sgradevoli, con le quali riesce a farsi rispettare. È la compagna di pattuglia di Hightower.
- Thomas 'House' Conklin - Grasso e simpatico, dopo Zed è il più abile del gruppo a combinare guai. È sempre affamato e dotato di scarso coraggio. È il compagno di pattuglia di Zed e Sweetchuck.
- Eugene Tackleberry - Caratterizzato da una mascella pronunciata, indossa quasi sempre occhiali e casco; è un fanatico delle armi, appassionato di pistole e bazooka. Ha un debole per la sua collega di pattuglia Callahan. Spesso usa il carro corazzato della polizia, con il quale finisce regolarmente per sgretolare muri e porte. Quando si tratta di sparare non ci pensa due volte a premere il grilletto e, di frequente, lancia delle reti con il bazooka per intrappolare i ladri.
- Debbie Callahan - Collega di Tackleberry, è una donna forzuta dal fisico longilineo, abilissima nel farsi rispettare a suon di sberle; i suoi numerosi corteggiatori, spesso i delinquenti stessi, non hanno mai vita facile.
- Capitano Thaddeus Harris - Porta sempre con sé un bastone da passeggio ed è quasi sempre in compagnia del suo leccapiedi Proctor. Arrogante e scontroso, non vede di buon occhio i cadetti (soprattutto Mahoney), cercando sempre di ostacolarli e licenziarli allo scopo di screditare il Comm. Lassard ed ottenere così il comando della scuola di polizia. I suoi tentativi falliscono sistematicamente, di conseguenza lui e Proctor finiscono sempre per ritrovarsi in situazioni sgradevoli ed imbarazzanti.
- Tenente Proctor - È il leccapiedi di Harris. Tonto e sciocco, finisce sempre nel rendere vani tutti i piani del Capitano Harris. Insuperabile nello scivolare e nel farsi intrappolare dai malviventi.
- Comandante Eric Lassard - Anziano e pittoresco capo di polizia, porta con sé un pesciolino rosso dal quale non si separa mai. Per la sua sbadataggine finisce spesso per mettersi nei guai, ma grazie ai cadetti riesce sempre ad apparire come un brillante comandante. Molte volte sblocca le situazioni in maniera rocambolesca e se riesce ad acciuffare dei criminali, è quasi sempre per caso.
- Professore - È l'inventore di numerosissimi congegni e di armi strampalate, che spesso tornano utilissime ai cadetti.
- Capo della Polizia - Baffuto e bonario, è il referente del Comandante Lassard.

### Altri personaggi
- Il corpo K-9 - È un gruppo di cani poliziotti, aiutanti dei cadetti: il bulldog Sansone, il chihuahua Peperito, il pigro san bernardo Fulmine, l'alto Oliver e Skittzy, l'unica femmina del gruppo. Il loro padrone è il sergente Bouser (Mauser).
- Lo Sciccoso - È il più importante e pericoloso di tutti i nemici della serie, e organizza spesso delle attività criminose con la complicità di altri malviventi. Appare solo in cinque episodi. Il personaggio è un'evidente parodia di Kingpin, uno dei supercattivi dei fumetti Marvel Comics, tanto da mantenerne il nome nella versione originale (cambiato nell'adattamento italiano). Nell'episodio 1x04 è chiamato col nome originale.
- Zia Bertha - È la zia di Zed, che appare solo in tre puntate della serie, insieme ai nipoti Ed e Ned i quali, similmente al cugino, sono inizialmente dei criminali, salvo poi redimersi ed entrare anch'essi in polizia.
- Maestro Shiro - è il maestro di arti marziali che ha addestrato Jones, appare in un solo episodio e lo aiuta con un nuovo addestramento per permettergli di sconfiggere il malvagio criminale Sa-Tan, anch'esso allenato da Shiro. Esteticamente e caratterialmente è basato sul personaggio di Miyagi della serie cinematografica Karate Kid.

Altri personaggi della serie sono i criminali Artiglio e il suo gatto Mouser, la muscolosa lottatrice di wrestling Phoenix Amazona, il vanitoso Mister Sciatto, l'artista marziale Sa-Tan, Squalo e Testadura.

## Edizione italiana
Il cartone animato viene trasmesso in prima TV dal 23 gennaio 1991 sull'emittente Fininvest (oggi Mediaset) Canale 5, all'interno del popolare contenitore Bim Bum Bam ogni lunedì, mercoledì e venerdì pomeriggio, per poi passare su Italia 1 nella fascia oraria tra le 20:00 e le 20:30. È stato in seguito replicato anche su altre emittenti. Era accompagnato dalla sigla scritta da Alessandra Valeri Manera e Ninni Carucci e interpretata da Cristina D'Avena con la partecipazione del Coro dei Piccoli Cantori di Milano. La serie ha avuto un notevole successo. Nei primi anni novanta sono state pubblicate tre VHS con i primi episodi. Negli Stati Uniti, l'11 dicembre 2012 è uscito il primo volume con 30 episodi in DVD, e verrà realizzato il secondo con 34 episodi, mentre in Italia non è stato ancora pubblicato.

## Trasmissioni nel mondo
Il cartone animato è stato trasmesso in diversi Paesi europei: Francia, Germania, Russia e Spagna, mentre in Giappone su TV Tokyo e TV Asahi.

## Lista episodi

### Stagione 1
1. La banda dei clown
2. Cani d'assalto
3. Il fantasma
4. Poliziotti robot
5. Missione in Inghilterra
6. Incidenti all'Opera
7. Tanto oro quanto pesa
8. Nozze contrastate
9. Alla conquista del west
10. Operazione Egitto
11. La vendetta di Testadura
12. Chiamatemi il dottore
13. Rapine sull'autostrada
14. La fattura
15. Ciak, azione sbirri
16. Il campo estivo
17. Stato ipnotico
18. Scontro fra bande
19. Gli astro sbirri
20. Il fratello di Sweetchuck
21. Guaio a ChinaTown
22. Gli sballati del surf
23. Nove scapoli e un bebè
24. Il pesce perduto
25. L'uomo dai mille volti
26. I baby-agenti

### Stagione 2
1. La formula anti-crimine
2. Operazione gattabuia
3. Il gran consiglio del crimine
4. La nave dei gioielli
5. Zed miliardario
6. Fumetti che passione!
7. Il testimone
8. I banditi a rotelle
9. Caccia alla...volpe
10. Babbo Natale in uniforme
11. Acciuffate Mahoney!
12. A tutto rock!
13. Il caso del principe ereditario
14. L'incredibile Shandar
15. Maxine
16. Scambio di parti
17. Champ
18. Largo alle reclute
19. Il ragazzo lupo
20. Esercitazioni sulla neve
21. Il cavaliere nero
22. Sweetchuck Supercop
23. Antichi riti e cerimonie
24. I pirati dell'aria
25. Big Burger
26. L'insospettabile
27. Elementare, cari sbirri!
28. Operazione Africa
29. Famiglie in lotta
30. La principessa del Sali
31. Ozono in pericolo!
32. Viaggio di...dovere
33. Tale nonno, tale nipote
34. Dieci piccoli poliziotti
35. Il circo di Hooks
36. I K-9 alla riscossa
37. La leggenda di Robin Good
38. Week-end alle Haway
39. Ladri come noi

## Doppiatori
| Nome personaggio         | Doppiatore originale | Doppiatore italiano |
| ------------------------ | -------------------- | ------------------- |
| Carey Mahoney            | Ron Rubin            | Ivo De Palma        |
| Larvell Jones            | Greg Morton          | Massimiliano Lotti  |
| Carl Sweetchuck          | Howard Morris        | Antonello Governale |
| Zed                      | Dan Hennessey        | Enrico Maggi        |
| Moses Hightower          | Greg Morton          | Paolo Marchese      |
| Eugene Tackleberry       | Dan Hennessey        | Luca Semeraro       |
| Thomas 'House' Conklin   | Don Francks          | Tony Fuochi         |
| Laverne Hooks            | Denise Pidgeon       | Graziella Porta     |
| Debbie Callahan          | Denise Pidgeon       | Jasmine Laurenti    |
| Capitano Thaddeus Harris | Len Carlson          | Giovanni Battezzato |
| Tenente Proctor          | Don Francks          | Sergio Romanò       |
| Comandante Eric Lassard  | Tedd Dillon          | Umberto Tabarelli   |
| Professore               | Howard Morris        | Enrico Carabelli    |

Altri doppiatori italiani: Giorgio Melazzi, Riccardo Peroni, Pietro Ubaldi, Roberto Colombo, Caterina Rochira, Enrico Carabelli, Stefano Albertini, Mario Scarabelli, Maurizio Scattorin, Antonio Paiola, Paolo Torrisi, Marco Balzarotti, Augusto Di Bono, Aldo Stella, Luca Sandri e Orlando Mezzabotta.